# Jean-Philippe Worth
Pour les articles homonymes, voir Worth.
Jean-Philippe Worth (né à Dieppe le 25 juillet 1856 et mort à Paris le 7 décembre 1926) est un couturier anglo-français ayant fait carrière à Paris.

## Biographie
Après avoir suivi pendant quelques mois les cours du peintre Camille Corot qui lui transmet une certaine sensibilité artistique, Jean-Philippe Worth intègre en 1872 la maison Worth, maison de haute couture fondée par son père Charles Frederick Worth. Après la mort de ce dernier en 1895, Jean-Philippe en reprend la direction artistique, tandis que son frère, Gaston-Lucien Worth, gère la direction commerciale de l'entreprise. Cette enseigne est à l'époque la plus en vue de Paris et, par conséquent, du monde.
Jean-Philippe Worth est réputé non seulement pour ses vêtements en tulle, mais principalement pour ses robes richement décorées de broderies. En 1901, il engage comme dessinateur Paul Poiret pour conférer des lignes plus simples aux créations de la maison Worth. Celle-ci ne dicte alors plus la mode, mais suit la tendance prescrivant une poitrine ronde, une taille étroite, des tissus légers garnis de dentelle et de grands chapeaux décorés de voiles et de fleurs artificielles.
En 1910, les neveux de Jean-Philippe prennent de l'importance dans la gestion des affaires. Jean-Charles Worth, le fils de Gaston, devient directeur artistique. Son frère Jacques Worth a désormais la charge économique de l'entreprise. Jean-Philippe Worth prend sa retraite en Suisse où il a fait construire vers 1896-1898 la villa les Bleuets, dite aussi « château Promenthoux » une somptueuse demeure « pieds dans l'eau » sur la rive du lac Léman, proche du hameau de Promenthoux, sur l’actuelle commune de Prangins,.
Jean-Philippe Worth passe aussi par les ventes de parfums Worth et publie un ouvrage sur la mode. Il meurt à Paris le 7 décembre 1926,. Il repose au cimetière du Père-Lachaise (division 9), à Paris.
À partir de 1950, la maison de couture change de mains puis cesse son activité couturière en 1956.